# 12694 Schleiermacher
12694 Schleiermacher eller 1989 EJ6 är en asteroid i huvudbältet som upptäcktes den 7 mars 1989 av den tyske astronomen Freimut Börngen vid Tautenburg-observatoriet. Den är uppkallad efter Friedrich Schleiermacher.
Asteroiden har en diameter på ungefär 9 kilometer och den tillhör asteroidgruppen Themis.